# Do 17轟炸機
道尼尔Do 17，也被戏称为Fliegender Bleistift（“飞行铅笔”），是德国道尼尔公司在二战前研制的一种双引擎轰炸机。该机在二战初期相当活跃，后期则服务于二线任务或被移交给其他軸心国家军队。道尼尔Do 215是为Do 17换装液冷发动机后的出口型号，但后来主要供德国空军自己使用。Do 17和Do 215在战争后期被更先进的Do 217和Ju 88式所取代。
2013年6月10日，英国皇家空军博物馆从英吉利海峡中打捞上来二战“道17”残骸。飞机机身完整，机翼发动机可见。

## 开发背景
当德国纳粹在三十年代初取得政权后，重整军备成了主要的目标。几乎所有的飞机生产厂商都在空军的要求下投入新一代军用飞机的设计工作。为了掩人耳目，所有的研制项目都在民用的幌子下进行。战斗机被作为“特技飞机”或“联络飞机”开发，而轰炸机最常见的掩护则是“客机”和“邮政飞机”。一个全新的概念，高速轰炸机（Schnellbomber），在三十年代的德国曾流行一时。其核心思想是轰炸机靠着高速度突破敌方战斗机的拦截和防御。为了对这一概念进行测试，汉莎航空公司订购了一系列大航程的“邮政飞机”。德国各个飞机制造企业也趁此机会对一些新技术和新结构进行了实验，导致了一大批优秀飞机（如亨克尔公司的He 70 “闪电”式和福克。乌尔夫公司的Fw 200“秃鹰”）的诞生。
1933年，道尼尔开始应汉莎航空公司的要求设计一种高速双发飞机，这就是Do 17的起源。为了和其他高速客机，如亨克尔公司的He 70竞争，Do 17在设计时刻意减小机身截面积以减少飞行时的阻力。正是因为其狭窄的圆柱形机体为其赢得了“Fliegender Bleistift（飞行铅笔）”的绰号。道尼尔公司为汉莎航空制造了三架原型机，并在1935年进行了试飞。由于汉莎抱怨其机舱太小，乘坐性不佳而遭到了拒绝。除了汉莎航空订购了的三架飞机外，空军订购了七架轰炸型。早期的飞机采用单垂尾设计，但在试飞中发现飞机的稳定性不足，不得不改成双垂尾。但这样一来又限制了防御机枪的射界。许多资料中声称Do 17的成功是由德国空军飞行员，Flugkapitän Untucht，在飞过了原型机后向其上司积极推荐将其转用作轰炸机的结果。但这并不是事实。

## 各种改型

### Do 17E和F
原型机配备了性能优异的DB 600引擎。但由于该种引擎的供应出现问题，批量生产时不得不用宝马公司的BMW VI直列式引擎予以替代。结果，便造就了专用于轰炸任务的Do 17 E-1以及专用于侦察任务的Do 17 F-1。E-1的载弹量为500公斤，并配备了两挺自卫用的MG 15机枪。其中一挺装备在驾驶舱上方的枪座内，另一挺则安装在机腹下方。

### Do 17K

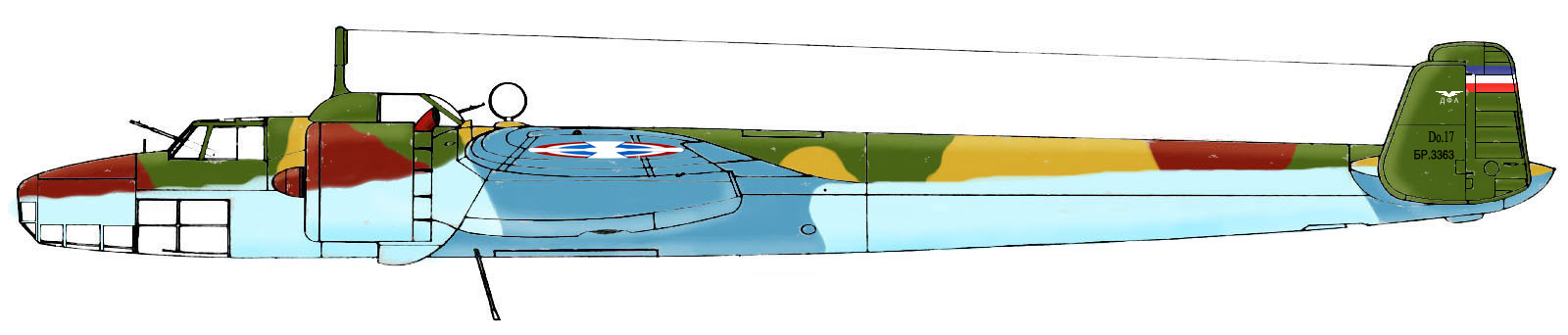
南斯拉夫皇家空军第三轰炸航空团的Do 17K轰炸机，1941年4月

当了解到Do-17M-0在苏黎世的精彩表现后，南斯拉夫皇家空军从道尼尔公司购买了生产许可证，在Drzavna Fabrika Aviona以Do 17K的名义投入生产。南斯拉夫生产的型号配备了性能更好的Gnome Rhône 14N气冷发动机，并将该机的防御火力增强到一门依斯帕诺20毫米机炮和三挺7.92毫米布朗宁机枪。 
当德军开始入侵南斯拉夫时，南斯拉夫皇家空军手中共有64架Do 17K（其中的30架在德国生产，其他则全部由南斯拉夫自己制造）。第三轰炸航空团是南斯拉夫空军中唯一一支全面装备了Do 17K的部队。该部队由两个大队组成，其中的第63大队驻扎在Skopje附近的Petrovac机场；而第64大队则驻扎在普里什蒂纳附近的Milesevo机场。战斗中，Kraljevo飞机厂又赶制了三架K型，其中两架在1940年4月10日交到了空军手中，还有一架也在4月12日完成了交付。在4月14，15日这两天，幸存的七架Do 17K飞到了Niksic机场，将南斯拉夫国王Petar II和政府官员，以及黄金储备全部撤往希腊。这次任务后，五架飞机毁於意大利空军对希腊Paramitia机场的空袭，另两架则撤往埃及加入了英军的战斗序列。

### Do 17L和M
就象之前的E型和F型，L-0和M-0同样是并行开发的侦察型和轰炸型。这两个型号的研制都以1000马力（750千瓦）的DB 600A引擎为基础，并在机头加装了一挺机枪抵御敌方战斗机从正前方的攻击。L型共制造了两架，而M型则只造了一架原型机。
1937年，在於瑞士苏黎世举办的国际军用飞机大赛中，Do 17M原型机的速度竟然凌驾于参赛的众多战斗机之上。由于发动机的供应问题，设计人员不得不用采用燃料喷射技术的DB 601发动机替换了原定的DB 600A。然而，前者同样面临着必须优先用于生产梅塞施密特Bf 109战斗机和Bf 110驱逐机的窘境。因此，Do 17M的机体在生产时又换上了900马力（670千瓦）的布拉莫323A-1“Fafnir”星型气冷发动机。经过这些改动后，新飞机被称为Do 17M-1。该机有着不错的性能，载弹量也增加到了1000公斤。在战争的第一年中，Do 17M相当活跃，但从第二年起逐步退出现役，经过改造后作为教练机使用。

### Do 17P
由于DB 600发动机的供应出现短缺，L型并没有能投入批量生产。而布拉莫发动机由于油耗太大，导致M型航程太短而不适合用作侦察任务。为了寻求一种大航程的侦察机，德国设计师为新型号选择了宝马公司865匹马力（645千瓦）的BMW 132N星型气冷发动机。最终，这一改型被作为Do 17P-1投入生产。另两架以DB 600发动机为动力的原型机被称为Do 17R-0，但同样没有投入批量生产。

### Do 17S及U
当单发战斗机的速度逐渐凌驾于D0 17之上时，道尼尔公司决定放弃单方面追逐速度的设计理念，转而修改其他方面的设计以提升作战效能。于是，Do 17有了一个全新的大型玻璃机头，飞机的外形从铅笔状变成了蝌蚪状。背部的机枪射击座也移入了扩大后的座舱内，极大地扩展了机枪的射界，也加强了飞机的防御能力。同样，机腹部的机枪也移入了座舱下方，使得该机枪可以对机身正后方的敌机进行射击。除了防御能力的增强外，玻璃机头还改善了飞行员的视野，并提高了乘坐的舒适性。道尼尔公司共制造了三架安装了DB 600发动机的Do 17S-0侦察机，但该型号并没有投入批量生产。另外，道尼尔公司还生产了15架Do 17U-1型领航飞机。后者和S型大体相同，但增加了一名乘员以操作相应的无线电设备。在夜间轰炸任务中，U型飞在整个编队的最前面，使用机上的无线电设备确认目标方位并投下照明弹为后续飞机提供目标指示。据说，Do 17U型是按照德国空军KG100轰炸连队的特别要求而研制。

### Do 17Z
Do 17Z是Do 17系列中生产数量最大的型号。最初生产的Z-0仍然使用了布拉莫发动机。但很快便被增强了自卫武装（为投弹手配备了防御机枪），但载弹量减少到500公斤的Z-1所取代。
Z-2是主要的生产型别。该型号使用了1000马力（750千瓦）的布拉莫323P引擎，提升了飞机在低空的作战能力，同时将飞机的载弹量重新增加到1000公斤。但由于新发动机的油耗较大，当满载时飞机的航程只有205英里（330公里）。不过该机在驾驶舱的两侧各增加了一挺机枪，防御火力得到了进一步的增强（这两挺机枪和后部机枪靠同一人操纵，因此无法同时开火）。在Z-2型的基础上衍生出了专用于侦察的Z-3型，拥有双重操纵系统的Z-4教练型，以及在机身和发动机舱内藏有浮力体，专用于洋上作战的Z-5型。当生产线在1940年7月关闭时，道尼尔公司已经生产出了537架Z-2型。在波兰战役中，Do 17凭借着265英里／小时（427公里／小时）的高速度可以躲过大多数波兰战斗机的拦截。其上所安装的防御武器对付无装甲的波兰飞机同样非常有效。当该机在不列颠之战中面对英国皇家空军的喷火和飓风战斗机时，速度更快，火力更强的后者完全主宰了战斗。由于布拉莫发动机适合在低空工作，德国空军的Do 17通常在低空飞行，利用地形的掩护躲开英国战斗机的拦截。在德国空军引进了更先进的Ju 88和Do 217轰炸机以后，Do 17逐步退出了现役，其生产线也在1940年关闭。剩下的飞机或者被用作新装备的测试平台，或者在接下来的两年内被让渡给其他轴心国家空军。

### Do 17 Z-7/Z-10 Kauz I/II夜间战斗机
当Do 17轰炸机的生产在1940年终止后，一些Do 17Z被换上了装有一门MGFF20毫米机炮和三挺MG17,7.92毫米机枪的金属机头用于夜间拦截任务。共有三架飞机接受了这样的改装，被称为Do 17 Z-7 Kauz I（screech-owl）。其后的型号作了一定的修改，包括在机头安装了一个红外搜索灯，并在驾驶舱前方安装了红外探测装置方便其在夜间能够在不暴露自己的情况下探测到敌方飞机；其武装也增强到了探测灯上方的四挺机枪和机头下的两门MGFF 20毫米机炮。这一型号被相应地称为Do 17 Z-10 Kauz II，德国空军用Do 17Z的机体共改造了10架这样的飞机。在实战中发现，红外探测装置并不能发挥多少作用，大多数Z-10随即拆除了这些装置以节省重量。至少有一架Z-10，机体号码CD+PV，在1941－42年期间被用作飞行试验平台用于开发和测试机载雷达系统。
Z-10作为夜间战斗机被使用了近两年，主要用于约瑟夫·卡姆胡贝的夜间空袭防御体系，即“卡姆胡贝防线”。每架战斗机负责一定的空域（称为“Cell”），每个空域均有配套的地面指挥中心和探测装置，负责引导战斗机对目标进行攻击，但这些指挥中心一次只能引导一架战斗机攻击单一目标。这些空域组成了三个从丹麦延伸至法国的防御带。由于性能不佳，所有幸存的Z-10在1942年夏天退出现役。大部分被拆毁，也有几架被提供给夜间战斗机学校用于教学任务。

### Do 215轰炸机
Do 215最初主要作为Do 17Z的出口型号而开发，但换上了1,100马力（809 kW）的DB 601B-1 V-12直列式液冷发动机。由于发动机功率的增加，该机的性能有了很大的提高，最大速度增加到了290英里／小时（约470公里／小时），升限也提升到了31000英尺（9400米）。 
德国在1939年里共制造了18架Do 215 A-1准备出口至瑞典。但最终这批飞机以Do 215 B-1和Do 215 B-2的名义全部被德国空军占用。还有两架飞机则被冠以Do 215 B-3的名字出口到苏联。
Do 215 B-4是专用的侦察型。Do 215 B-5 Kauz III则是装备了红外线探测设备的夜间战斗机。Do 215的各个型号总计制造了101架。
所有的Do 17/215飞机在1944年末退出现役。

## 主要使用国家
- 克罗地亚，芬兰，德国，苏联（共两架飞机），西班牙，南斯拉夫王国，保加利亚

## 主要性能参数（Do 17 Z-2）
基本信息
- 机组：四人（pilot, bomb aimer/gunner, two gunners）

性能
武器

- up to six 7.92 mm MG 15（sometimes lower nose gun replaced with 20 mm MG FF cannon）
- up to 2,200 lb（1,000 kg）of disposable stores

## 相关内容
相关开发
- Do 217轟炸機
- He 111轟炸機
- Ju 88轟炸機

## 相關連結
- 1919年－1945年德國軍用飛機列表

类似型号
- 布里斯托尔布伦海姆
- 德哈维兰蚊
- 图波列夫SB